# Rhaphidophora elmeri
Rhaphidophora elmeri är en kallaväxtart som beskrevs av Adolf Engler och Kurt Krause. Rhaphidophora elmeri ingår i släktet Rhaphidophora och familjen kallaväxter. Inga underarter finns listade.